# Zhou Jianchao
Zhou Jianchao (chinesisch 周健超; Zhōu Jiànchāo; * 11. Juni 1988 in Shanghai) ist ein chinesischer Schachmeister.

## Leben
Zhou Jianchao erlernte das Schachspiel mit sechs Jahren. Er siegte oder belegte vordere Plätze in mehreren Turnieren: 1.–3. Platz beim Aeroflot Open B mit einer Elo-Leistung von 2727 in Moskau (2005), 3.–8. Platz bei der 6. Asienmeisterschaft in Cebu City (2007). Beim Weltpokal in Chanty-Mansijsk 2007 besiegte er in der ersten Runde Emil Sutovsky mit 1,5:0,5, in der zweiten Runde Andrij Wolokitin mit 4:3, schied jedoch in der dritten Runde gegen Michael Adams mit 0,5:1,5 aus. Er belegte den 1.–4. Platz bei der 7. Asienmeisterschaft in Subic (2008), den 2.–4. Platz bei der chinesischen Meisterschaft in Peking (2008), den 2. Platz beim Turnier Lake Sevan in Martuni (2008), den 3.–9. Platz beim Aeroflot Open A mit einer Elo-Leistung von 2748 in Moskau (2009). Beim Weltpokal in Chanty-Mansijsk (2009) kam er in der ersten Runde weiter gegen Rauf Məmmədov mit 1,5:0,5 und schied in der 2. Runde gegen Vüqar Həşimov mit 0,5:1.5 aus.  2011 nahm er erneut am Weltpokal teil, scheiterte aber bereits in der 1. Runde mit 0:2 an Anton Korobow.
2006 wurde er zum Großmeister ernannt, die erforderlichen Normen erfüllte er im Februar 2005 beim Aeroflot Open in Moskau, im April 2005 beim Dubai Open und im Februar 2006 beim Aeroflot Open in Moskau.

## Nationalmannschaft
Zhou Jianchao nahm mit der chinesischen Mannschaft an der Schacholympiade 2010 teil, bei der Mannschaftsweltmeisterschaft 2005 hatte er als Reservespieler zwei Einsätze in der chinesischen Mannschaft, die den zweiten Platz belegte. Die asiatische Mannschaftsmeisterschaft 2008 gewann er mit China, 2012 spielte er in der zweiten chinesischen Mannschaft, die den dritten Platz belegt hätte, aber außer Konkurrenz antrat. Außerdem gewann Zhou mit China auch den Schachwettbewerb der Asienspiele 2010.

## Vereine
In der chinesischen Mannschaftsmeisterschaft spielte Zhou Jianchao bis 2017 für Shanghai, mit denen er 2008, 2009, 2012, 2016 und 2017 Mannschaftsmeister wurde. 2018 spielte er für Shenzhen. Mit Shanghai nahm Zhou auch am Asian Club Cup 2014 teil, wobei er das drittbeste Ergebnis am Spitzenbrett erreichte. Bei Asian Club Cup 2008 hatte er mit dem Qi Yuan Club den zweiten Platz erreicht und gleichzeitig die Einzelwertung am zweiten Brett gewonnen.